# Premier Trans Aire
Premier Trans Aire ist eine amerikanische Frachtfluggesellschaft mit Sitz in Honolulu.